# Длиннохвостый скат
Длиннохвостый скат (лат. Bathyraja longicauda) — вид хрящевых рыб рода глубоководных скатов семейства Arhynchobatidae отряда скатообразных. Обитают в субтропических водах юго-восточной части Тихого океана. Встречаются на глубине до 735 м. Их крупные, уплощённые грудные плавники образуют округлый диск со треугольным рылом. Максимальная зарегистрированная длина 29,2 см. Откладывают яйца. Не являются объектом целевого промысла. 

## Таксономия
Впервые вид был научно описан в 1959 году как Breviraja griseocauda. Видовой эпитет происходит от слов лат. long — «длинный»
и лат. cauda — «хвост».   

## Ареал
Эти скаты обитают в юго-восточной части Тихого океана у побережья Перу и Чили. Встречаются на материковом склоне на глубине от 580 до 735 м.

## Описание
Широкие и плоские грудные плавники этих скатов образуют ромбический диск с широким треугольным рылом и закруглёнными краями.  На вентральной стороне диска расположены 5 жаберных щелей, ноздри и рот. Хвост длиннее диска. На хвосте имеются латеральные складки. У этих скатов 2 редуцированных спинных плавника и редуцированный хвостовой плавник.     
Максимальная зарегистрированная длина 29,2 см. 

## Биология
Эмбрионы питаются исключительно желтком.  Эти скаты откладывают яйца, заключённые в роговую капсулу с твёрдыми «рожками» на концах. 

## Взаимодействие с человеком
Эти скаты не являются объектом целевого лова. Данных для оценки Международным союзом охраны природы статуса вида недостаточно.